# Walk Glacier
Walk Glacier är en glaciär i Antarktis. Den ligger i Västantarktis. Inget land gör anspråk på området. Walk Glacier ligger 1 523 meter över havet.
Terrängen runt Walk Glacier är kuperad västerut, men österut är den platt. Trakten är obefolkad. Det finns inga samhällen i närheten. 